# Next-in-Line-Effekt
Der Next-in-Line-Effekt bezeichnet ein Phänomen in der Psychologie, das besagt, dass Menschen, wenn sie als nächste an der Reihe sind, sich so auf ihren bevorstehenden Auftritt konzentrieren, dass sie dadurch die Aussagen derjenigen Person schlechter erinnern, die direkt vor ihnen an der Reihe war. Der Effekt wurde erstmals 1973 von Malcolm Brenner anhand eines Experiments beschrieben. Darin sollten die Probanden Wörter von einer Karteikarte vorlesen, während die anderen zuhörten und sich so viele Wörter wie möglich merken sollten. Die schlechteste Erinnerung trat bei den Wörtern der Person auf, die vor einem zu Wort kam. Der Zeitraum, für den die wenigsten Wörter abgerufen werden konnten, betrug 9 Sekunden vor und nach dem eigenen Auftritt.

## Erklärungsansatz
Grund für den Effekt könnte sein, dass die wahrgenommene Information nicht im Langzeitgedächtnis gespeichert wird und daher schlechter abgerufen werden kann. Die Vorbereitung auf den eigenen bevorstehenden Leistungsabruf lenkt Menschen von der Information ab, die sie durch die vorangegangene Person erhalten. Die Erwartungshaltung leistet vermutlich einen wichtigen Beitrag zur Erklärung der schlechteren Erinnerungsleistung für die erhaltene Information.
Ebenso könnte die Angst, etwas falsch zu machen und negativ bewertet zu werden, unter gewissen Umständen zu einer Verstärkung durch Nervosität führen. Der Effekt tritt aber sowohl bei Menschen mit viel als auch wenig Angst auf und scheint daher nicht in Verbindung damit zu stehen.
Eine experimentelle Studie verglich den Next-in-Line-Effekt zwischen der zweiten und der fünften Person in der Reihenfolge für den Abruf der Information, die durch die erste Person wiedergegeben wurde. Es zeigte sich, dass der Next-in-Line-Effekt nicht nur bei Personen nachweisbar ist, die direkt als nächste an der Reihe sind, sondern auch bei Personen auftritt, die erst später an der Reihe waren.